# Lynn Collins

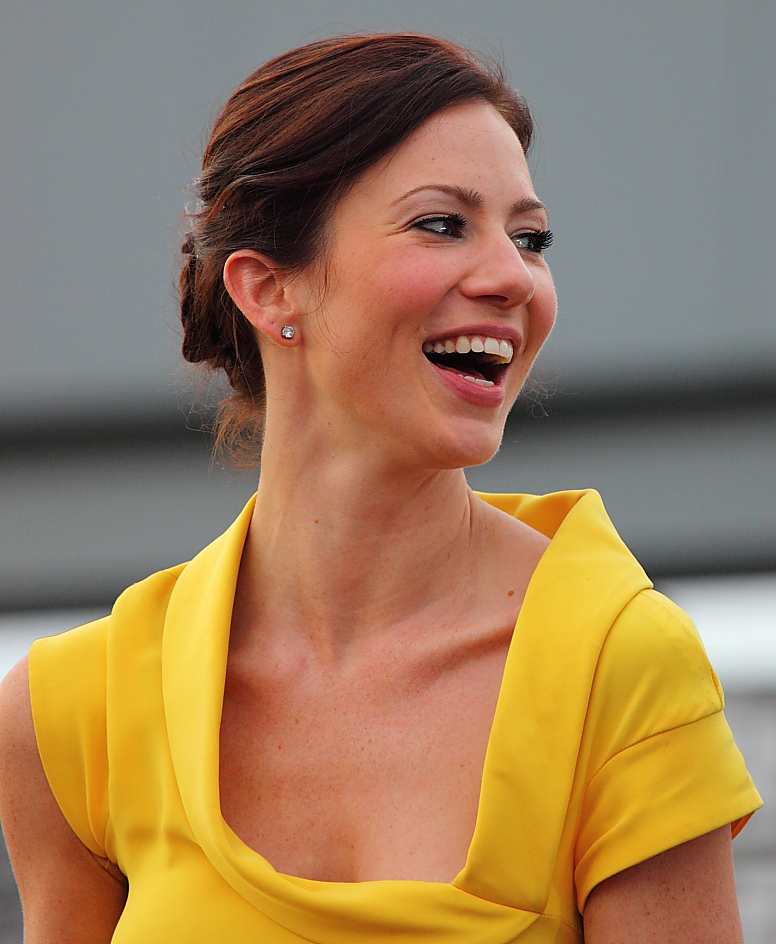
Lynn Collins in Tempe (2009)

Viola Lynn Collins (* 16. Mai 1977 in Houston, Texas) ist eine US-amerikanische Schauspielerin.

## Leben und Karriere
Lynn Collins besuchte die Juilliard School, daraufhin trat sie in einigen Theaterstücken von William Shakespeare im Ahmanson Theatre in Los Angeles auf. Nach dem Auftritt in einer Folge der Fernsehserie Law & Order: New York aus dem Jahr 1999 spielte sie 2001 eine Nebenrolle im Fernsehdrama Earth Angels. In der Fernsehkomödie One for the Money (2002) spielte sie eine der größeren Rollen. Im Filmdrama Der Kaufmann von Venedig (2004) nach einem Stück von Shakespeare war sie in der Rolle der Portia neben Al Pacino, Jeremy Irons und Joseph Fiennes zu sehen. Für diese Rolle wurde sie 2005 für den Golden Satellite Award nominiert.
Im Horrorfilm Bug (2006) spielt Collins die Rolle der R.C., der Arbeitskollegin und lesbischen Geliebten von Agnes (Ashley Judd). Im Thriller Number 23 spielte sie an der Seite von Jim Carrey einige Rollen.
Im März 2008 wurde bekannt gegeben, dass Collins den neun Jahre jüngeren Schauspielkollegen Steven Strait geheiratet hat. 2013 folgte die Scheidung. Seit November 2014 ist sie mit dem Musiker Matthew Boyle verheiratet. Im Januar 2015 wurde ihr gemeinsamer Sohn geboren.

## Filmografie (Auswahl)
- 2001: Earth Angels
- 2002: One for the Money
- 2002: Never Get Outta the Boat
- 2002: Haunted (Fernsehserie)
- 2003: Down with Love – Zum Teufel mit der Liebe! (Down with Love)
- 2004: 50 erste Dates (50 First Dates)
- 2004: 30 über Nacht (13 Going on 30)
- 2004: Der Kaufmann von Venedig (The Merchant of Venice)
- 2006: Das Haus am See (The Lake House)
- 2006: Bug
- 2007: Number 23 (The Number 23)
- 2007: Nur die Liebe hilft (Numb)
- 2007: Unverblümt – Nichts ist privat (Towelhead)
- 2008: Life in Flight
- 2008: True Blood (Fernsehserie, 6 Episoden)
- 2009: Uncertainty – Kopf oder Zahl (Uncertainty)
- 2009: X-Men Origins: Wolverine
- 2012: John Carter – Zwischen zwei Welten (John Carter)
- 2012: Bedingungslos (Unconditional)
- 2013: Elementary (Fernsehserie, eine Episode)
- 2017: Manhunt: Unabomber (Fernsehserie, 4 Episoden)
- 2020: Bosch (Fernsehserie, 10 Episoden)
- 2021–2022: The Walking Dead (Fernsehserie, 11 Episoden)
- 2022: Cowboy Drifter